# Chlorotrianisen
Chlorotrianisen ist eine chemische Verbindung aus der Gruppe der Triphenylethenderivate. Es wurde 1947 von Merrel patentiert.

## Gewinnung und Darstellung
Chlorotrianisen kann durch Reaktion von Tris(4-anisyl)ethylen mit N-Chlorsuccinimid gewonnen werden.

## Eigenschaften
Chlorotrianisen ist eine nicht-steroide, östrogene Verbindung, die durch mikrosomale Enzyme der Leber hauptsächlich zum mono-O-demethylierten Derivat metabolisiert wird. Es besitzt große Strukturähnlichkeit mit dem Antiöstrogen Clomifen.

## Verwendung
Chlorotrianisen wurde früher als nichtsteroidales Östrogen zur Hormonsubstitution in der Postmenopause verwendet.

## Regulierung
Über den Safe Drinking Water and Toxic Enforcement Act of 1986 besteht in Kalifornien seit 1. September 1996 eine Kennzeichnungspflicht für Produkte, die Chlorotrianisen enthalten.

## Externe Links zu erwähnten Verbindungen
1. ↑  Externe Identifikatoren von bzw. Datenbank-Links zu Tris(4-anisyl)ethylen:  CAS-Nr.: 7109-27-5, EG-Nr.: 230-413-3, ECHA-InfoCard: 100.027.649, PubChem: 81543, ChemSpider: 73576, Wikidata: Q83099043.